# Ярмаківський заказник
Ярмаківський заказник — один із об'єктів природно-заповідного фонду Полтавської області, ландшафтний заказник місцевого значення.

## Розташування
Заказник розташований у Миргородському районі Полтавської області на південно-західній околиці міста Миргород у напрямку сіл Гаркушинці — Рибальське — Єрки. Займає територію наступних органів місцевого самоврядування:
- Петрівцівська сільська рада — 54,4 га,
- Гаркушинська сільська рада — 426,8 га,
- Шахворостівська сільська рада — 76,8 га,
- Ярмаківська сільська рада — 495,6 га.

## Історія
Ландшафтний заказник місцевого значення «Ярмаківський» був оголошений рішенням десятої сесії Полтавської обласної ради народних депутатів п'ятого скликання від 6 вересня 2007 року.

## Мета
Мета створення заказника — подальше поліпшення заповідної справи в Полтавській області, збереження цінних природних, ландшафтних комплексів, об'єктів тваринного і рослинного світу.

## Значення
Ландшафтний заказник місцевого значення «Ярмаківський» має особливе природоохоронне, наукове, естетичне та пізнавальне значення.

## Загальна характеристика
Загальна площа ландшафтного заказника місцевого значення «Ярмаківський» становить 1 053,6 га. Заказник являє собою цінний природний комплекс, що включає в себе луки і ділянки з багатою природною рослинністю.